# Krystus z martwych wstał je

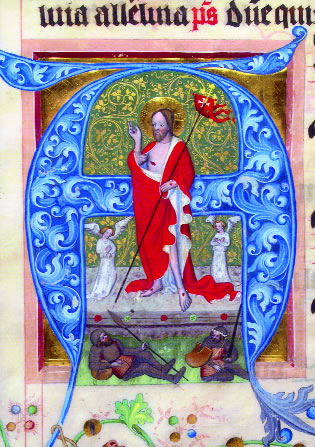
Zmartwychwstanie Chrystusa, miniatura z Antyfonarza Oleśnickiego, przed 1423

Krystus z martwych wstał je – polska średniowieczna pieśń wielkanocna, pochodząca sprzed 1365 roku, jej zwyczajowa nazwa pochodzi od incipitu utworu; najstarszy znany zapis polskiego tekstu poetyckiego. 

## Historia
Pieśń jest najstarszym znanym zapisem polskiego tekstu poetyckiego. Utwór zapisany został w 1365 przez Świętosława z Wilkowa w Graduale płockim (Graduale plocense), stąd zaliczany jest do tzw. tropów płockich. Według przekazu M. Bersohna, który miał dostęp do manuskryptu, zapis znajdował się w nagłówku trzynastej karty, licząc od końca księgi, przed łacińskimi hymnami na cześć polskich świętych. Archaiczne formy językowe, np. wstał je, dał je, wstaci, krolewaci, sugerują jednak, że utwór mógł powstać na długo przed datą zapisu. Graduał, przechowywany w Bibliotece Seminarium Duchownego w Płocku (sygn. Ms 32, k. 103), zaginął podczas II wojny światowej. Tekst pieśni zachował się jednak w drukowanych odpisach (M. Bersohna, 1899, oraz A. J. Nowowiejskiego 1931). Zachowały się też liczne warianty polskiej wersji, zapisywane głównie z XV wieku z incipitami Krystus z martwych wstał jest lub Krystus z martwy wstał jest. Forma jednozwrotkowa występuje w siedmiu przekazach. Przytaczanie pierwszego wersu w wielu rękopisach średniowiecznych świadczy o powszechnej znajomości pieśni.
Zdaniem czeskiego filologa F. Mužika (1970) oraz Wiesława Wydry (2000) utwór jest przekładem trzeciej zwrotki czeskiego tropu z 1. połowy XIV wieku Buoh všemohuci…, ułożonego do melodii niemieckiej pieśni Christ ist erstanden z XII wieku. Około 1400 roku czeska pieśń została przełożona na łacinę jako Deus omnipotens…, zaś jej trzecia zwrotka zaczynała się od słów Christe surrexisti… Z tego powodu polska wersja uważana była za przekład z tekstu łacińskiego (m.in. przez Jerzego Woronczaka, 1952).
Pieśń wykonywana była podczas rezurekcji po sekwencji Victimae paschali laudes. W XV w. wykonywano ją nie tylko podczas procesji, ale także w obrębie mszy, gdzie dołączano ją do kazania w języku narodowym. Znane są kopie pieśni zachowane w kazaniach wielkanocnych wraz ze wskazówkami, że pieśń należy wykonywać wspólnie, radosnym głosem.
Zdaniem Andrzeja Dąbrówki pieśń ta mogła pełnić funkcję hymnu bitewnego, dając nadzieję na zmartwychwstanie poległych, jednak została wyparta przez Bogurodzicę w celu uniknięcia konfuzji związanej z tym, że wojsko krzyżackie używało w tej funkcji pieśni Christ ist erstanden o tej samej melodii.
W kolejnych wiekach pojawiły się różne warianty tekstowe pieśni. W śpiewnikach z XIX i XX w. pierwszy wers utworu przybiera formę Chrystus zmartwychwstał jest lub Chrystus zmartwychwstan jest. Forma zmartwychwstan ma postać imiesłowu przymiotnikowego biernego, jednak jest to forma nieprawidłowa pod względem językowym (czasownik zmartwychwstać nie może tworzyć strony biernej, ponieważ nie jest czasownikiem przechodnim). Wystąpienie i popularność tej formy wynika prawdopodobnie z analogii (i rymu) do formy dan jest, znajdującej się w następnym wersie. W tym przypadku modernizacja pierwotnego tekstu została przeprowadzona błędnie.
Śpiewniki z XIX i XX w. przekazują wersję pieśni, na którą składa się do dziewięciu zwrotek. Utwór ma tylko jedną melodię w skali doryckiej, jednak można spotkać ponad 180 jej wariantów.

## Budowa i treść
Utwór składa się z czterech wersów pisanych sześciozgłoskowcem z rymami parzystymi (AABB). Tekst dopełniony jest zaśpiewem Kyrie eleison.
Tekst przekazuje podstawowe prawdy wiary, leżące u podstaw obrzędów wielkanocnych – Chrystus zmartwychwstał, pokazując ludziom, że i oni zmartwychwstaną, by królować z Bogiem.
Od połowy XV w. do pierwotnej czterowersowej zwrotki dodawano kolejne, m.in. wezwania do świętych polskich (np. św. Stanisława), Boga lub Marii z prośbą o opiekę duchową i pomyślność materialną. Drugi rodzaj dodawanych zwrotek rozwijał wątki związane ze zmartwychwstaniem, zwłaszcza motyw trzech Marii przybywających do grobu Jezusa oraz chrystofanii – objawienia się Jezusa po śmierci.

## Tekst
Zapis pierwszej, najstarszej zwrotki pieśni z 1365 roku:
Zapis oryginalny
Xps zmartwich wstal ge.

ludu prziclad dal ge

esz nam zmartwich wstaci

Sbogem croleuaci kyrie.
Transliteracja
Krystus z martwych wstał je,

Ludu przykład dał je,

Eż nam z martwych wstaci,

Z Bogiem krolewaci

  Kyrie <eleison>.
Wersja opublikowana w 1838 przez Michała Mioduszewskiego w Śpiewniku kościelnym:
Chrystus zmartwychwstan jest,

Nam na przykład dan jest;

Iż mamy z martwych powstać,

Z Panem Bogiem królować, Alleluja.